# Guillaume de Waha-Baillonville
Guillaume de Waha-Baillonville (Melreux, 5 november 1615 - Luik, 11 november 1690) was een Belgisch priester, jezuïet en historicus.

## Biografie
Op 25 oktober 1635 trad Guillaume de Waha-Baillonville binnen in de Sociëteit van Jezus. Hij doceerde geesteswetenschappen, retoriek en filosofie op een college aan de Universiteit van Dowaai. Later werd hij overste van het seminarie van Onze Lieve Vrouwe in Bergen. Daarna werd hij rector verbonden aan de Universiteit van Dowaai. Van 1679 tot 1681 was hij rector van het college van Kamerijk. Van 1681 tot aan zijn dood in 1690 was hij rector aan het college van Luxemburg-Stad.

## Oeuvre
Guillaume de Waha-Baillonville liet vele geschriften na, die literair erfgoed zijn voor de provincie Luxemburg en het groothertogdom Luxemburg. Een overzicht van zijn werken:
- Eloge funèbre de Jean-Ferdinand de Renesse, Baron d’Elderen (1643).
- Le fidèle et vaillant gouverneur ou tableau raccourci de la vie et de la mort de messire Jean d’Allamont, seigneur dudit lieu... (1658).
- François de Borgia (1671, vertaald).
- Un Hercule chrétien: Godefroid de Bouillon (1673).
- Explication de la vie de saint Guillaume le Grand (1693, postuum).